# No Horses
«No Horses» es un sencillo de la banda de rock alternativo Garbage, producido y lanzado de forma independiente en 2017. La canción fue grabada y publicada para coincidir con la participación de la banda en la gira mundial Rage and Rapture Tour de la agrupación Blondie, además del lanzamiento del coffee table book This Is the Noise That Keeps Me Awake.
En 2021, «No Horses» será incluida en la edición de lujo del séptimo álbum de estudio de Garbage, No Gods No Masters.

## Videoclip
En junio de 2017, el director de televisión Scott Stuckey estuvo a cargo de la producción del videoclip de «No Horses». Previamente, Stuckey dirigió el videoclip de la canción «Magnetized» del álbum Strange Little Birds, el que estuvo inspirado en la serie de televisión El cuento de la criada, el que es una adaptación de la novela homónima de Margaret Atwood de 1985. 
El video oficial de «No Horses» fue publicado en VEVO el 2 de agosto de 2017.

## Lista de canciones
- Lanzamiento digital

1. «No Horses» – 5:23

## Historial de lanzamiento
| Fecha de lanzamiento | Región          | Discográfica | Formato(s)       |
| -------------------- | --------------- | ------------ | ---------------- |
| 14 de julio de 2017  | Resto del mundo | Stunvolume   | Descarga digital |